# Gare de Cavaillon
Gare de Cavaillon vasútállomás Franciaországban, Cavaillon településen.

## Vasútvonalak
Az állomást az alábbi vasútvonalak érintik:
- d’Avignon–Miramas-vasútvonal

## Kapcsolódó állomások
A vasútállomáshoz az alábbi állomások vannak a legközelebb:
- Gare de L’Isle - Fontaine-de-Vaucluse
- Gare d’Orgon